# Edinburg (Virginia)
Edinburg liegt im Herzen des Shenandoah Valley zwischen den Allegheny Mountains und den Blue Ridge Mountains im US-Bundesstaat Virginia. Das U.S. Census Bureau hat bei der Volkszählung 2020 eine Einwohnerzahl von 1.178 ermittelt.
Der Ort befindet sich nur ein paar Kilometer südwestlich des County-Sitzes Woodstock.

## Persönlichkeiten
Harrison H. Riddleberger (1844–1890), Politiker